# Белоголовый ксенопсарис
Белоголовый ксенопсарис (лат. Xenopsaris albinucha) — вид воробьинообразных птиц из семейства титировых (Tityridae), который выделен в монотипический род белоголовых ксенопсарисов (Xenopsaris). Раньше вид относили к семействам котинговых (Cotingidae) или тиранновых (Tyrannidae). Обитает в Аргентине, Боливии, Бразилии, Гайане, Парагвае и Венесуэле. Естественная среда обитания — низменные субтропические и тропические сухие и влажные леса. Длина тела — 13 см.

## Подвиды
В виде выделяют два подвида:
- Xenopsaris albinucha albinucha — распространён на западе и в центральной части Венесуэлы[5];
- Xenopsaris albinucha minor — распространён в Гайане, на севере, северо-востоке и востоке Бразилии, на севере и востоке Боливии, на западе и в центральной части Парагвая, на северо-востоке Аргентины и на северо-западе и западе Уругвая[5].